# Lijiang
Lijiang léase Li-Chiáng (chino simplificado: 丽江, chino tradicional: 麗江, pinyin: Lìjiāng, lit: río Li) es una antigua ciudad situada al noroeste de la provincia de Yunnan en la República Popular China. La ciudad tiene una historia de más de 800 años y es famosa por su ordenado sistema de canales y puentes. Se la llama también "Venecia del Este".
Fue capital del principado de Mexiezhao. Está habitada por los naxi desde tiempos de la dinastía Yuan. Gran parte de los templos y edificios actuales se construyeron durante las dinastías Ming y Qing.
La ciudad antigua de Lijiang es diferente a otras ciudades chinas en lo que se refiere a la arquitectura, historia y cultura que aquí están íntimamente ligadas a la tradición de los naxi, que siguen manteniendo sus costumbres ancestrales.
En la ciudad hay un total de 300 puentes de piedra construidos en los periodos Ming y Qing; el más famoso es el Gran Puente de Piedra. Las casas están construidas en madera y ladrillo, orientadas hacia los cuatro puntos cardinales y siguiendo un orden perfecto. Las calles, prohibidas a los vehículos, están empedradas de forma tradicional.
En el año 1997 la Unesco declaró la ciudad vieja de Lijiang como Patrimonio de la Humanidad. Desde entonces la ciudad ha sufrido un notable aumento del turismo. Debido a esta comercialización, la UNESCO está considerando retirar a la ciudad la categoría de Patrimonio de la Humanidad.

## Administración
Lijiang se dividen en 14 municipalidades que se administran en 1 distrito, 2 condados y 2 condados autónomos. 
| Mapa                                               | Mapa              | Mapa             | Mapa                    | Mapa             | Mapa       | Mapa            |
| -------------------------------------------------- | ----------------- | ---------------- | ----------------------- | ---------------- | ---------- | --------------- |
| Gucheng Yulong Yongsheng Huaping · County Ninglang |                   |                  |                         |                  |            |                 |
| #                                                  | Nombre            | Hanzi            | Pinyin                  | Población (2010) | Área (km²) | Densidad (/km²) |
| 1                                                  | Distrito Gucheng  | 古城区           | Gǔchéng Qū              | 211,151          | 1,127      | 187             |
| 2                                                  | Condado Yongsheng | 永胜县           | Yǒngshèng Xiàn          | 392,024          | 5,099      | 77              |
| 3                                                  | Huaping County    | 华坪县           | Huápíng Xiàn            | 168,028          | 2,266      | 74              |
| 4                                                  | Cd auto Yulong    | 玉龙纳西族自治县 | Yùlóng Nàxīzú Zìzhìxiàn | 214,697          | 6,521      | 33              |
| 5                                                  | Cd auto Ninglang  | 宁蒗彝族自治县   | Nínglàng Yízú Zìzhìxiàn | 258,869          | 6,206      | 42              |